# اريك فراي (صحفي)
اريك فراي (بالألمانية: Eric Frey)‏ هو صحفي نمساوي، ولد في 1963 في فيينا في النمسا.